# 華富賓道
華富賓道（英語：Rathburn Road）是加拿大安大略省多倫多怡陶碧谷及密西沙加的一條街道，在祈德河（Credit River）與依士靈頓路（Islington Avenue）之間，向北大致平行於般咸圖道（Burnhamthorpe Road），並在分隔兩座城市的怡陶碧谷溪（Etobicoke Creek）處斷開。它的名稱是於1954年獲得的，以避免名稱重複，之前被稱為玫瑰刺道（Rosethorn Road）。